# Nemrik 9
Nemrik 9 – stanowisko archeologiczne w północnym Iraku, położone w dolinie rzeki Tygrys, na terenie starożytnej Górnej Mezopotamii. Znajduje się około 50 kilometrów na północny zachód od Mosulu.

## Badania archeologiczne
Stanowisko badane było w latach 1985–1989 w ramach międzynarodowego projektu badań ratunkowych Eski Mosul Dam Salvage Project (następnie przemianowanego na Saddam Dam Salvage Project), który został podjęty z inicjatywy Irackiego Departamentu Starożytności w latach 80. XX wieku z powodu planowanej budowy tamy na Tygrysie. Badaniami kierował Stefan K. Kozłowski z ramienia Centrum Archeologii Śródziemnomorskiej Uniwersytetu Warszawskiego (ówcześnie Stacja Badawcza Centrum Archeologii Śródziemnomorskiej UW w Kairze) Jest to duże stanowisko obejmujące powierzchnię 2,5–3 hektarów, położone na wysokim tarasie, około 65–70 metrów ponad obecnym poziomem rzeki, obecne koryto Tygrysu oddalone jest około 1,5 kilometra. Nemrik 9 wydatowano na okres neolitu preceramicznego, odkryto warstwy osadnicze mieszczące się między końcem IX, a połową VII tysiąclecia p.n.e. Wyróżniono pięć głównych faz zasiedlenia w tym okresie. Znaleziono około dwudziestu kamiennych figurek. Rzeźby z Nemrik, interpretowane jako przedmioty kultu domowego, są jednymi z najstarszych znanych świadectw sztuki i wierzeń ludów zamieszkujących tereny północnej Mezopotamii. Większość z nich wyobraża głowy zwierząt, głównie ptaków. Dwie są antropomorficzne – jedna, zachowana we fragmentach to figurka kobieca. Kolejna, to rzeźba falliczna. Następnie, po długim hiatusie osadniczym, stanowisko zostało ponownie zasiedlone w późnej epoce brązu, najpierw w okresie Mitanni, a po przerwie w okresie średnioasyryjskim.